# Socoí-vermelho
Garçote-pequeno ou socoí-vermelho (Ixobrychus exilis) é uma espécie de socó que ocorre da América do Norte à Argentina e em grande parte do Brasil. Tal espécie chega a medir até 28 cm de comprimento, possuindo plumagem castanha, sendo que o macho possui faixa negra nas partes superiores. Também é conhecido pelos nomes de garça-vermelha, socó-mirim e socó-vermelho.

## Descrição

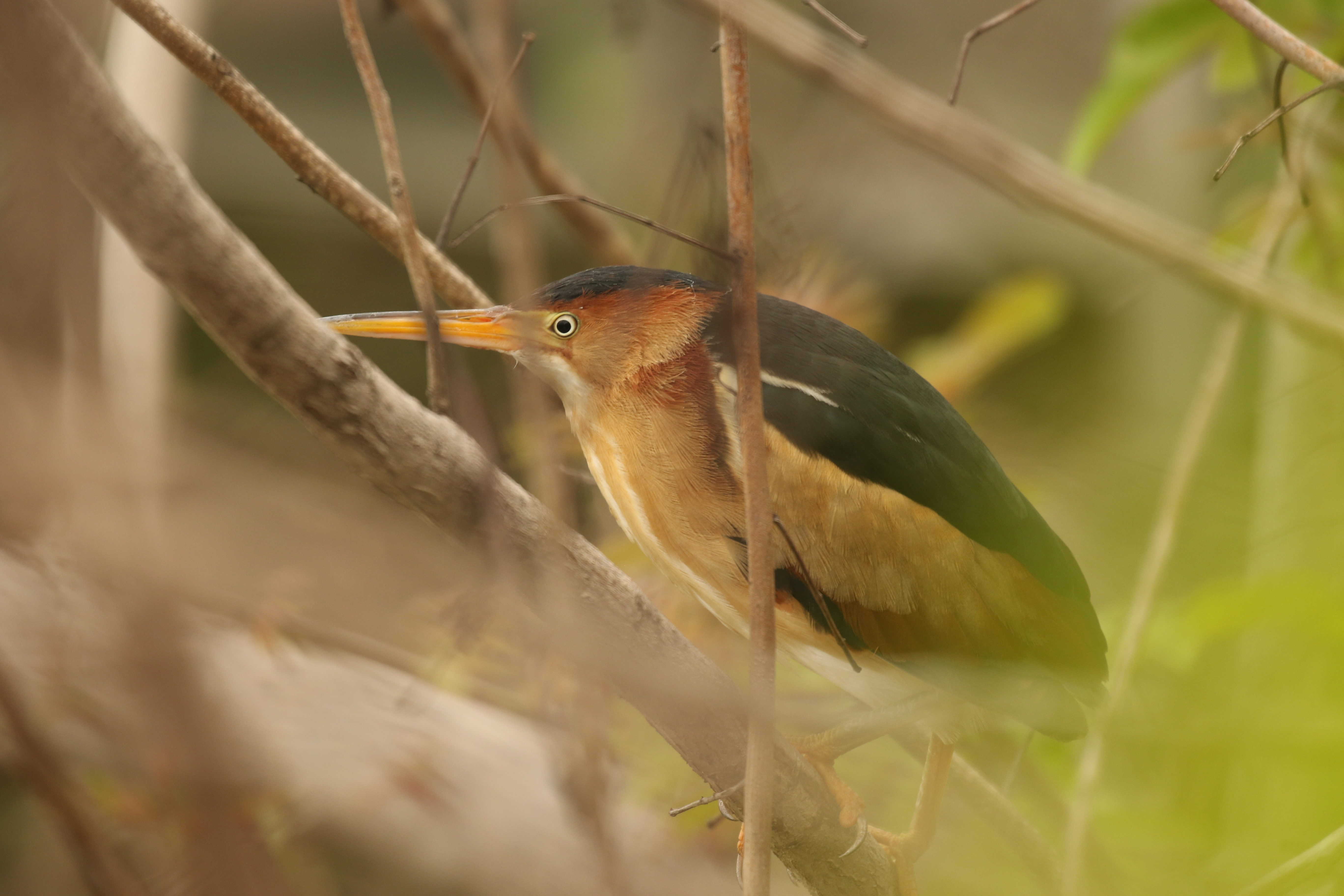
Ilha South Padre - Texas

O socoí-vermelho é uma das menores garças do mundo, com talvez apenas o garçote e o Ixobrychus dubius tendo média menor em comprimento. Pode medir de 28 a 36 centímetros de comprimento, e a envergadura varia de 40 a 45 centímetros. A massa corporal é de 50 a 100 gramas, com a maioria dos bitterns pesando entre 73 e 95 gramas, tornando esta talvez a mais leve de todas as garças. Um manual recente de massas corporais de aves cita outra espécie deste gênero, o socoí-amarelo, como tendo uma massa corporal média ligeiramente inferior à do socoí-vermelho, que é creditado com uma massa média de 86,3 gramas .

## Taxonomia e nomenclatura
O socoí-vermelho foi originalmente descrito em 1789 por JF Gmelin com base em espécimes da Jamaica.
O socoí-vermelho forma uma superespécie com a garça-pequena e o Ixobrychus sinensis.
Existem cinco subespécies amplamente reconhecidas.
- I. e. exilis (Gmelin, JF, 1789) : no norte e na América Central e no Caribe
- I. e. pullus van Rossem, 1930 : no noroeste do México
- I. e. erythromelas (Vieillot, 1817) : no leste do Panamá e ao redor da costa leste da América do Sul ao sul do Paraguai
- I. e. bogotensis Chapman, 1914 : na Colômbia
- I. e. peruvianus Bond, 1955 : no Peru

Os pássaros do Equador às vezes são atribuídos a uma sexta subespécie, I. e. limoncochae Norton, DW, 1965 . Os pássaros norte-americanos eram divididos anteriormente em duas subespécies, oriental (I. e. exilis) e ocidental (I. e. hesperis), mas não se acredita mais que essa seja uma distinção válida.

## Status
A ave tem um grande alcance e uma grande população total, e a União Internacional para a Conservação da Natureza avaliou seu status de conservação como sendo de "pouco preocupante". O socoí-vermelho é protegido pela Lei do Tratado de Aves Migratórias de 1918.